# No Son of Mine (Foo Fighters)
No Son of Mine è un singolo del gruppo musicale statunitense Foo Fighters, pubblicato il 1º gennaio 2021 come secondo estratto dal decimo album in studio Medicine at Midnight.

## Descrizione
Contrariamente al precedente singolo Shame Shame, che ha rappresentato una novità stilistica nel gruppo, No Son of Mine presenta le sonorità tipiche dei Foo Fighters ed è influenzato da un ritmo uptempo ispirato a gruppi come Heart, Motörhead o al brano Stone Cold Crazy dei Queen. Riguardo al significato del testo, il frontman Dave Grohl ha dichiarato:

## Video musicale
Il video musicale, diretto da Danny Clinch, è stato pubblicato il 6 febbraio 2021 attraverso il canale YouTube del gruppo e mostra scene animate di una persona ubriaca con altre in cui i Foo Fighters eseguono il brano. Nel video viene utilizzato l'audio di una versione eseguita dal vivo agli Studio 606 al posto di quella registrata in studio.

## Tracce
1. No Son of Mine – 3:28

## Formazione
Gruppo
- Dave Grohl – voce, chitarra
- Taylor Hawkins – batteria
- Nate Mendel – basso
- Chris Shiflett – chitarra
- Pat Smear – chitarra
- Rami Jaffee – tastiera

Altri musicisti
- Barbara Gruska – cori
- Samatha Sidley – cori
- Laura Mace – cori
- Inara George – cori
- Violet Grohl – cori
- Omar Hakim – percussioni

Produzione
- Greg Kurstin – produzione
- Foo Fighters – produzione
- Alex Pasco – assistenza tecnica
- Darrell Thorp – ingegneria del suono
- Mark "Spike" Stent – missaggio
- Matt Wolach – assistenza al missaggio
- Randy Merrill – mastering

## Classifiche
| Classifica (2021)                | Posizione massima |
| -------------------------------- | ----------------- |
| Belgio (Fiandre)                 | 66                |
| Canada (rock)                    | 27                |
| Regno Unito (rock & metal)       | 9                 |
| Stati Uniti (hard rock)          | 3                 |
| Stati Uniti (mainstream rock)    | 32                |
| Stati Uniti (rock & alternative) | 49                |